# Siswati
Siswati (även swazi eller swati) är ett tekelaspråk som talas i södra Afrika, framförallt i Swaziland där det är officiellt språk, men också i angränsande delar av Sydafrika och i Lesotho och Moçambique.
Det är nära besläktat med sizulu men också med sindebhele och xhosa.
Språket talas av omkring en miljon människor i Swaziland och lika många i Sydafrika, där det är ett av elva officiella språk.
Siswati anses vara hotat och det finns två huvuddialekter.

## Fonologi

### Konsonanter
|             |              | Bilabiala | Labiodentala | Dentala        | Alveolara | Postalveolara | Palatala | Velara | Glottala |
| ----------- | ------------ | --------- | ------------ | -------------- | --------- | ------------- | -------- | ------ | -------- |
| Klusil      | Tonlösa asp. | pʰ        |              |                | tʰ        |               |          | kʰ     |          |
| Klusil      | Tonad        | b         |              |                | d         |               |          | g      |          |
| Ejektiv     | Ejektiv      | p'        |              |                | t'        |               |          | k'     |          |
| Implosiv    | Implosiv     | ɓ         |              |                |           |               |          | ɠ      |          |
| Affrikat    | Affrikat     |           |              |                | tsʰ \| dz | tʃʼ \| dʒ     |          |        |          |
| Frikativ    | Frikativ     |           | f \| v       |                | s \| z    | ʃ \| (ʒ)      |          |        | h \| ɦ   |
| Lateral     | Lateral      |           |              |                | ɬ \| ɮ    |               | Kʟ       |        |          |
| Nasal       | Nasal        | m         |              |                | n         |               | ɲ        | ŋ      |          |
| Approximant | Approximant  |           |              |                | l         |               | j        | w      |          |
| Klickljud   | Klickljud    |           |              | \| ~ \|ʰ ~ g\| |           |               |          |        |          |

Källa:

### Vokaler
|             | Främre | Central | Bakre |
| ----------- | ------ | ------- | ----- |
| Sluten      | i      |         | u     |
| Mellanöppen | ɛ      |         | ɔ     |
| Öppen       |        | a       |       |

Källa: